# 黃直芳
黃直芳，山西渾源人，明朝政治人物、进士。
建文元年，鄉試中舉。永樂二年（1404年），登進士，授行人司行人。